# Габрієль Батістута
Габріє́ль Ома́р Батісту́та (ісп. Gabriel Omar Batistuta) (нар. 1 лютого 1969, Авельянеда) — аргентинський футболіст, нападник. Другий після Ліонеля Мессі за кількістю забитих м'ячів (56 у 78 матчах) у складі збірної Аргентини.

## Клубна кар'єра

### Аргентинський етап
Габрієль Батістута народився недалеко від Авельянеди, передмістя Буенос-Айресу. Маленький Батістута з дитинства проявив футбольний талант, який помітили скаути клубу «Ньюеллз Олд Бойз», у молодіжному складі якого Габрієль і розпочав своє сходження. У 19 років Батістута дебютує в дорослому складі «Ньюеллз Олд Бойз». Сезон виявляється досить успішним для молодого форварда — 7 м'ячів у 24 матчах. Як наслідок — перехід до сильнішого «Рівер Плейта», одного з грандів аргентинського чемпіонату.
В «Рівері» у юного нападника гра не пішла — всього 4 м'ячі у 21 матчі. Однак інший аргентинський гранд «Бока Хуніорс» запросив Батістуту до своїх лав.
Наступний сезон став найкращим в аргентинському відтинку кар'єри Батістути — 13 голів у 30 матчах, це більш ніж 1 забитий м'яч в середньому за 3 гри, що для 21-річного перспективного форварда зовсім непогано. Скаути італійської «Фіорентини» теж так вважали. Перехід до італійської Серії А став для Габрієля переходом на новий рівень.

### «Фіорентина»
За 9 років перебування у Флоренції Батістута став справжньою легендою «Фіорентини» та й усього італійського футболу. Саме тут він робить собі ім'я. Попри турнірне положення команди, Батістута стабільно показує гру найвищого рівня і забиває багато голів. У 1991 році Габрієль нарешті отримує запрошення до збірної Аргентини і стає переможцем Кубка Америки.
Однак майстерності одного Батістути частіше за все замало для того, щоб «Фіорентина» боролася за найвищі нагороди — в Серії А завжди велика конкуренція. В сезоні 1992/93 «Скуадра Віола» покидає вищий ешелон. Але вже в сезоні 1993/94 повертається до нього, багато в чому завдяки Батістуті. Того ж року Габрієль ще раз перемагає з Аргентиною на Кубку Америки, а наступного 1995 року стає найкращим бомбардиром чемпіонату Італії. Альфіо Басіле бере його на Чемпіонат світу в США. В сезоні 1995/96 Батістута виграє свій перший трофей в Італії — Кубок країни, а в сезоні 1996/97 і Суперкубок Італії. В 1998 році Даніель Пассарелла запрошує його на Чемпіонат світу у Франції, Батістуту визнають футболістом року на Батьківщині. Вболівальники «Фіорентини» шаленіють від нього, вони навіть організовують збір коштів на пам'ятник Батістуті. Між тим, стати чемпіоном Італії у складі «Фіорентини» Габрієлю не вдалося. Команда, у складі якої він виблискував поряд з такими майстрами, як Руй Кошта, Енріко К'єза, Анджело Ді Лівіо, Морено Торрічеллі, все ж не могла нарівні змагатися з багатшими та успішнішими грандами Серії А — «Ювентусом», «Міланом», «Інтером» і «Ромою», частіше займаючи місця за межами першої четвірки, які дають змогу виступати лише в Кубку УЄФА. У 2000 році Батістута залишає «Фіорентину», яка перебуває у скруті, і перебирається до лав римської «Роми», сподіваючись з римлянами нарешті здобути скудетто. Всього за «Фіорентину» Батістута провів 269 матчів (6-е місце в історії клубу), забивши 168 голів — винятковий результат.

### «Рома»
У перший же рік виступів за «Рому» Батістута нарешті стає чемпіоном Італії, забивши при цьому 20 м'ячів. У «вовків» відмінний підбір виконавців: серед партнерів Батістути — Франческо Тотті, Вінченцо Монтелла, Емерсон, Кафу, Венсан Кандела, Дам'яно Томмазі, Вальтер Самуель, Алдаїр. Наступного року виграний Суперкубок Італії. Але кар'єра Габрієля йде на спад… У рік довгоочікуваного чемпіонства Батістуті виповнився 31 рік. Після першого надуспішного римського сезону далі Габрієль грає вже не так яскраво, як раніше. Однак у 2002 році Марсело Б'єлса все ж запрошує Габрієля до збірної на Чемпіонат світу в Японії та Південній Кореї, але гра Батістути не вражає — він лише бліда тінь себе колишнього. Справи у клубі теж ідуть не найкраще, і в 2003 році «Рома» віддає його в оренду до міланського «Інтера». Підсумковий результат Батістути в Римі — 30 м'ячів у 63 матчах і скудетто в сезоні 2000/01.

### Завершення кар'єри
За «нерадзуррі» Батістута провів 12 матчів, відзначившись 2 рази. В кінці сезону Габрієль розмірковує про завершення кар'єри, але все ж приймає вигідну з фінансового погляду пропозицію від клубу «Аль-Арабі» з Катару.
За два сезони в катарському чемпіонаті Батістута чесно відробив свій контракт — 30 забитих голів у 22 іграх. У 2005 році Батістута залишає великий футбол.

## Національна збірна
Батістута — учасник трьох Чемпіонатів світу (1994, 1998, 2002), дворазовий переможець Кубка Америки (1991, 1993).
Всього на чемпіонатах світу Габрієль Батістута забив 10 м'ячів (з них 4 — з пенальті), зробивши 2 хет-трики, останнє досягнення досі нікому більше не підкорилося. Загалом за збірну Аргентини провів 78 матчів, забив 56 голів.

## Титули та досягнення

### Командні
- «Фіорентіна»
  - Серія B (1): 1993-94
  - Кубок Італії (1): 1995-96
  - Суперкубок Італії (1): 1996
- «Рома»
  - Серія А (1): 2000–01
  - Суперкубок Італії (1): 2001
- Національна збірна Аргентини
  - Кубок Америки (2): 1991, 1993
  - Кубок конфедерацій (1): 1992
  - Кубок Артеміо Франкі (1): 1993

### Індивідуальні
- Футболіст року в Аргентині (1): 1998
- Найкращий легіонер року в Італії (1): 1998-99
- Третій футболіст світу по версії FIFA (1): 1999
- Найкращий бомбардир Кубка Америки (2): 1991 (6 голів), 1995 (4 голи)
- Найкращий бомбардир чемпіонату Італії (1): 1994-95 (26 голів)
- Найкращий бомбардир Кубка Конфедерацій (1): 1992 (2 голи)
- Найкращий бомбардир чемпіонату Катара (1): 2003—2004 (25 голів)
- Найкращий бомбардир в історії збірної Аргентини: 56 голів
- Найкращий бомбардир в історії Фіорентіни: 209 голів
- Входить до списку ФІФА 100

## Статистика виступів

### Клубна
| Клуб             | Сезон            | Чемпіонат | Чемпіонат | Кубок | Кубок | Конт. кубки | Конт. кубки | Всього | Всього |
| Клуб             | Сезон            | Матчі     | Голи      | Матчі | Голи  | Матчі       | Голи        | Матчі  | Голи   |
| ---------------- | ---------------- | --------- | --------- | ----- | ----- | ----------- | ----------- | ------ | ------ |
| Ньюеллс Олд Бойз | 1988-89          | 16        | 4         | —     | —     | 5           | 3           | 21     | 7      |
| Рівер Плейт      | 1989-90          | 7         | 4         | —     | —     | —           | —           | 7      | 4      |
| Бока Хуніорс     | 1989-90          | 10        | 2         | —     | —     | —           | —           | 10     | 2      |
| Бока Хуніорс     | 1990-91          | 19        | 11        | —     | —     | 10          | 9           | 29     | 20     |
| Фіорентіна       | 1991-92          | 27        | 13        | 1     | 1     | —           | —           | 28     | 14     |
| Фіорентіна       | 1992–93          | 32        | 16        | 2     | 1     | —           | —           | 34     | 17     |
| Фіорентіна       | 1993-94          | 26        | 16        | 4     | 4     | —           | —           | 30     | 20     |
| Фіорентіна       | 1994–95          | 32        | 26        | 3     | 4     | —           | —           | 35     | 30     |
| Фіорентіна       | 1995–96          | 31        | 19        | 6     | 9     | —           | —           | 37     | 28     |
| Фіорентіна       | 1996–97          | 32        | 13        | 2     | 1     | 7           | 5           | 41     | 19     |
| Фіорентіна       | 1997–98          | 31        | 21        | 3     | 3     | —           | —           | 34     | 24     |
| Фіорентіна       | 1998–99          | 28        | 21        | 5     | 5     | 2           | 1           | 35     | 27     |
| Фіорентіна       | 1999–00          | 30        | 23        | 1     | 1     | 7           | 6           | 38     | 30     |
| Рома             | 2000–01          | 28        | 20        | 3     | 4     | 2           | 1           | 33     | 25     |
| Рома             | 2001–02          | 20        | 6         | 0     | 0     | 8           | 0           | 28     | 6      |
| Рома             | 2002–03          | 12        | 4         | 2     | 1     | 6           | 1           | 20     | 6      |
| Інтернаціонале   | 2002–03          | 12        | 2         | —     | —     | —           | —           | 12     | 2      |
| Аль-Арабі        | 2003-04          | 18        | 25        | 0     | 0     | —           | —           | 18     | 25     |
| Аль-Арабі        | 2004-05          | 3         | 0         | 0     | 0     | —           | —           | 3      | 0      |
| Ньюеллс Олд Бойз | Ньюеллс Олд Бойз | 16        | 4         | —     | —     | 5           | 3           | 21     | 7      |
| Рівер Плейт      | Рівер Плейт      | 7         | 4         | —     | —     | —           | —           | 7      | 4      |
| Бока Хуніорс     | Бока Хуніорс     | 29        | 13        | —     | —     | 10          | 9           | 39     | 22     |
| Фіорентіна       | Фіорентіна       | 269       | 168       | 27    | 29    | 16          | 12          | 325    | 209    |
| Рома             | Рома             | 60        | 30        | 5     | 5     | 16          | 2           | 81     | 37     |
| Інтернаціонале   | Інтернаціонале   | 12        | 2         | —     | —     | —           | —           | 12     | 2      |
| Аль-Арабі        | Аль-Арабі        | 21        | 25        | 0     | 0     | 16          | 2           | 21     | 25     |
| Всього           | Всього           | 414       | 246       | 32    | 34    | 47          | 26          | 493    | 306    |

### Національна збірна
| Аргентина | 1991   | 7  | 6  |
| Аргентина | 1992   | 5  | 6  |
| Аргентина | 1993   | 15 | 5  |
| Аргентина | 1994   | 10 | 7  |
| Аргентина | 1995   | 10 | 7  |
| Аргентина | 1996   | 5  | 3  |
| Аргентина | 1997   | 2  | 0  |
| Аргентина | 1998   | 12 | 12 |
| Аргентина | 1999   | 2  | 2  |
| Аргентина | 2000   | 5  | 4  |
| Аргентина | 2001   | 1  | 1  |
| Аргентина | 2002   | 3  | 1  |
| Всього    | Всього | 77 | 54 |

### Голи за національну збірну
| #   | Дата              | Місце зустрічі                    | Суперник             | Рахунок | Результат | Турнір                       |
| --- | ----------------- | --------------------------------- | -------------------- | ------- | --------- | ---------------------------- |
| 1.  | 8 липня 1991      | Сантьяго, Чилі                    | Венесуела            | 3–0     | Перемога  | Кубок Америки з футболу 1991 |
| 2.  | 8 липня 1991      | Сантьяго, Чилі                    | Венесуела            | 3–0     | Перемога  | Кубок Америки з футболу 1991 |
| 3.  | 10 липня 1991     | Сантьяго, Чилі                    | Чилі                 | 1–0     | Перемога  | Кубок Америки з футболу 1991 |
| 4.  | 12 липня 1991     | Консепсьйон, Чилі                 | Вірменія             | 4–1     | Перемога  | Кубок Америки з футболу 1991 |
| 5.  | 17 липня 1991     | Сантьяго, Чилі                    | Бразилія             | 3–2     | Перемога  | Кубок Америки з футболу 1991 |
| 6.  | 21 липня 1991     | Сантьяго, Чилі                    | Колумбія             | 2–1     | Перемога  | Кубок Америки з футболу 1991 |
| 7.  | 31 травня 1992    | Токіо, Японія                     | Японія               | 1–0     | Перемога  | Kirin Cup 1992               |
| 8.  | 3 червня 1992     | Ґіфу, Японія                      | Уельс                | 1–0     | Перемога  | Kirin Cup 1992               |
| 9.  | 18 червня 1992    | Буенос-Айрес, Аргентина           | Австралія            | 2–0     | Перемога  | Товариський                  |
| 10. | 18 червня 1992    | Буенос-Айрес, Аргентина           | Австралія            | 2–0     | Перемога  | Товариський                  |
| 11. | 16 жовтня 1992    | Ер-Ріяд, Саудівська Аравія        | Кот-д'Івуар          | 4–0     | Перемога  | Кубок Конфедерацій 1992      |
| 12. | 16 жовтня 1992    | Ер-Ріяд, Саудівська Аравія        | Кот-д'Івуар          | 4–0     | Перемога  | Кубок Конфедерацій 1992      |
| 13. | 17 червня 1993    | Ґуаякіль, Еквадор                 | Болівія              | 1–0     | Перемога  | Кубок Америки з футболу 1993 |
| 14. | 4 липня 1993      | Ґуаякіль, Еквадор                 | Мексика              | 2–1     | Перемога  | Кубок Америки з футболу 1993 |
| 15. | 4 липня 1993      | Ґуаякіль, Еквадор                 | Мексика              | 2–1     | Перемога  | Кубок Америки з футболу 1993 |
| 16. | 1 серпня 1993     | Буенос-Айрес, Аргентина           | Перу                 | 1–0     | Перемога  | ЧС 1994 кваліфікація         |
| 17. | 22 серпня 1993    | Буенос-Айрес, Аргентина           | Перу                 | 2–1     | Перемога  | ЧС 1994 кваліфікація         |
| 18. | 17 листопада 1993 | Буенос-Айрес, Аргентина           | Австралія            | 1–0     | Перемога  | ЧС 1994 кваліфікація         |
| 19. | 31 травня 1994    | Тель-Авів, Ізраїль                | Ізраїль              | 3–0     | Перемога  | Товариський                  |
| 20. | 31 травня 1994    | Тель-Авів, Ізраїль                | Ізраїль              | 3–0     | Перемога  | Товариський                  |
| 21. | 21 червня 1994    | Бостон, Сполучені Штати Америки   | Греція               | 4–0     | Перемога  | ЧС 1994                      |
| 22. | 21 червня 1994    | Бостон, Сполучені Штати Америки   | Греція               | 4–0     | Перемога  | ЧС 1994                      |
| 23. | 21 червня 1994    | Бостон, Сполучені Штати Америки   | Греція               | 4–0     | Перемога  | ЧС 1994                      |
| 24. | 3 липня 1994      | Пасадена, Сполучені Штати Америки | Румунія              | 2–3     | Поразка   | ЧС 1994                      |
| 25. | 8 січня 1995      | Ер-Ріяд, Саудівська Аравія        | Японія               | 5–1     | Перемога  | Кубок Конфедерацій 1995      |
| 26. | 8 січня 1995      | Ер-Ріяд, Саудівська Аравія        | Японія               | 5–1     | Перемога  | Кубок Конфедерацій 1995      |
| 27. | 30 червня 1995    | Кільмес, Аргентина                | Австралія            | 2–0     | Перемога  | Товариський                  |
| 28. | 8 липня 1995      | Пайсанду, Уругвай                 | Болівія              | 2–1     | Перемога  | Кубок Америки з футболу 1995 |
| 29. | 11 липня 1995     | Пайсанду, Уругвай                 | Чилі                 | 4–0     | Перемога  | Кубок Америки з футболу 1995 |
| 30. | 11 липня 1995     | Пайсанду, Уругвай                 | Чилі                 | 4–0     | Перемога  | Кубок Америки з футболу 1995 |
| 31. | 17 липня 1995     | Рівера, Уругвай                   | Бразилія             | 2–2     | Нічия     | Кубок Америки з футболу 1995 |
| 32. | 24 квітня 1996    | Буенос-Айрес, Аргентина           | Болівія              | 3–1     | Перемога  | ЧС 1998 кваліфікація         |
| 33. | 1 вересня 1996    | Буенос-Айрес, Аргентина           | Парагвай             | 1–1     | Нічия     | ЧС 1998 кваліфікація         |
| 34. | 15 грудня 1996    | Буенос-Айрес, Аргентина           | Чилі                 | 1–1     | Нічия     | ЧС 1998 кваліфікація         |
| 35. | 10 березня 1998   | Буенос-Айрес, Аргентина           | Болгарія             | 2–0     | Перемога  | Товариський                  |
| 36. | 22 квітня 1998    | Дублін, Ірландія                  | Ірландія             | 2–0     | Перемога  | Товариський                  |
| 37. | 14 травня 1998    | Кордова, Аргентина                | Боснія і Герцеговина | 5–0     | Перемога  | Товариський                  |
| 38. | 14 травня 1998    | Кордова, Аргентина                | Боснія і Герцеговина | 5–0     | Перемога  | Товариський                  |
| 39. | 14 травня 1998    | Кордова, Аргентина                | Боснія і Герцеговина | 5–0     | Перемога  | Товариський                  |
| 40. | 19 травня 1998    | Мендоса, Аргентина                | Чилі                 | 1–0     | Перемога  | Товариський                  |
| 41. | 25 травня 1998    | Буенос-Айрес, Аргентина           | ПАР                  | 2–0     | Перемога  | Товариський                  |
| 42. | 14 червня 1998    | Тулуза, Франція                   | Японія               | 1–0     | Перемога  | ЧС 1998                      |
| 43. | 21 червня 1998    | Париж, Франція                    | Ямайка               | 5–0     | Перемога  | ЧС 1998                      |
| 44. | 21 червня 1998    | Париж, Франція                    | Ямайка               | 5–0     | Перемога  | ЧС 1998                      |
| 45. | 21 червня 1998    | Париж, Франція                    | Ямайка               | 5–0     | Перемога  | ЧС 1998                      |
| 46. | 30 червня 1998    | Сент-Етьєн, Франція               | Англія               | 2–2     | Нічия     | ЧС 1998                      |
| 47. | 31 березня 1999   | Амстердам, Франція                | Нідерланди           | 1–1     | Нічия     | Товариський                  |
| 48. | 13 жовтня 1999    | Кордова, Аргентина                | Колумбія             | 2–1     | Перемога  | Товариський                  |
| 49. | 29 березня 2000   | Буенос-Айрес, Аргентина           | Чилі                 | 4–1     | Перемога  | ЧС 2002 кваліфікація         |
| 50. | 11 липня 1995     | Богота, Колумбія                  | Колумбія             | 3–1     | Перемога  | ЧС 2002 кваліфікація         |
| 51. | 11 липня 1995     | Богота, Колумбія                  | Колумбія             | 3–1     | Перемога  | ЧС 2002 кваліфікація         |
| 52. | 8 жовтня 2000     | Буенос-Айрес, Аргентина           | Уругвай              | 2–1     | Перемога  | ЧС 2002 кваліфікація         |
| 53. | 7 жовтня 2001     | Асунсьйон, Парагвай               | Парагвай             | 2–2     | Нічия     | ЧС 2002 кваліфікація         |
| 54. | 2 червня 2002     | Касіма, Японія                    | Нігерія              | 1–0     | Перемога  | ЧС 2002                      |

### Голи за національну збірну в неофіційному матчі
| #  | Дата           | Місце зустрічі     | Суперник                 | Рахунок | Результат | Турнір                    |
| -- | -------------- | ------------------ | ------------------------ | ------- | --------- | ------------------------- |
| 1. | 22 червня 1995 | Мендоса, Аргентина | Словаччина (до 23 років) | 6–0     | Перемога  | Товариський (неофіційний) |
| 2. | 22 червня 1995 | Мендоса, Аргентина | Словаччина (до 23 років) | 6–0     | Перемога  | Товариський (неофіційний) |